# 江別市立江別第二中学校
江別市立江別第二中学校（えべつしりつ えべつだいにちゅうがっこう）は、北海道江別市野幌代々木町にある市立中学校。

## 教育目標
- 先人の開拓精神に学び、心身を鍛え、高い理想を持って努力しよう
  - 知性を磨き、豊かな情操を身につける。
  - 他を思いやり、互いに協力する態度を身につける。
  - 正しい判断力と責任ある行動力を身につける。
  - 身体を鍛え、逞しく生きる力を身につける。

## 沿革
- 1947年 江別第二小学校に併置して開校。

## 部活動
運動部
- バスケットボール部
- バドミントン部
- バレーボール部
- サッカー部
- 野球部

文化部
- 吹奏楽部
- 美術部

## 周りの主な施設
- 江別市民体育館
- 情報図書館
- 野幌公民館
- 屯田兵資料館
- ガラス工芸館
- 湯川公園

## 著名出身者
- 佐藤大樹 - サッカー選手